# Narbolia
Narbolia é uma comuna italiana da região da Sardenha, província de Oristano, com cerca de 1.727 habitantes. Estende-se por uma área de 40 km², tendo uma densidade populacional de 43 hab/km². Faz fronteira com Cuglieri, Riola Sardo, San Vero Milis, Seneghe.